# Так-е Бостан

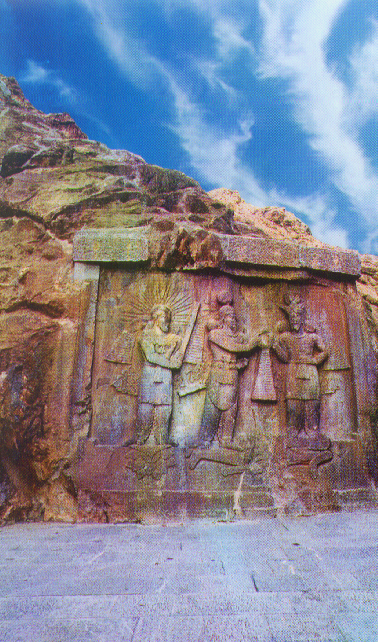
Церемония коронации Ардашира II с курдами династии Каюсидов под ногами Сасанидов.

Так-е Бостан (перс. طاق بستان‎, курд. تاق وەسان — арка, вырезанная из камня) — комплекс скальных рельефов, относящихся к эпохе правления династии Сасанидов в Иране. Этот памятник архитектуры находится в Керманшахе, Иран. Рельефы высечены на одной из скал горной цепи Загрос. Считается, что первый рельеф в Так-е Бостан был высечен более 1700 лет назад.
Изначально под рельефами и арками протекало несколько небольших ручейков, однако в настоящее время сохранилось только небольшое озеро вокруг комплекса. Так-е Бостан был превращен в археологический парк — помимо арок и рельефов, здесь также находятся некоторые другие археологические ценности, привезенные из Бисотуна и других частей Керманшаха.

## Посвящение
Так-е Бостан представляет собой один из наиболее хорошо сохранившихся примеров персидской скульптуры эпохи Сасанидов. На рельефах изображены сасанидские правители Шапур II (309—379), Ардашир II (379—383), Шапур III (383—388) и Хосров II (590—628). Как и все подобные произведения искусства, рельефы отображают силу, славу и боевой дух правителей.
Так-е Бостан находится в непосредственной близости от точки торговли Великого шёлкового пути. Скала, на которой высечены изображения, находится рядом со священным источником зороастрийцев.

## Древняя арка
Самым древним рельефом Так-е Бостана считается «старая арка» (перс. طاق اوسا‎). На ней изображена церемония коронации Ардашира II (379—383) его предшественником Шапуром II. Существуют предположения, что вместо сасанидского правителя, коронующего своего преемника, изображен зороастрийский бог Ахура Мазда. Скорее всего, это был намеренный ход скульптора. Правитель отчасти отождествлялся с главным божеством, так как власть в зороастризме считается данной от Бога. Ардашир II и коронующая его фигура стоят на поверженной фигуре римского императора Юлиана Отступника (361—363).
Ардашир II сыграл важную роль в победе над Юлианом во время правления Шапура II. Образ Юлиана полностью скопирован с римских монет.
Четвёртая фигура на рельефе — бог Митра, держащий в руках длинный брус, стоя на цветке лотоса. Он является свидетелем коронации нового правителя.
Местные жители интерпретировали этот рельеф как сцену победы первых сасанидских царей над Артабаном IV, последним правителем Парфии. Фигура Митры стала основой для визуального представления пророка Зороастра.
Ширина и высота данного рельефа составляют примерно четыре метра.

## Большая арка
Рельеф внутри большой арки поделён на две части: на верхней изображены три фигуры. Считается, что это Хосров II (Хосров Парвиз) в окружении Ахуры Мазды и Анахиты. Некоторые исследователи считают, что на рельефе изображены не Ахура Мазда и Анахита, а простые священник и жрица. В нижней части рельефа изображён персидский воин на коне. Предполагается, что это также Хосров Парвиз на своём любимом коне Шабдизе. И лошадь, и всадник изображены в полной боевой броне.
На передней части арки вырезаны узоры, изображающие древо жизни или священное дерево. С двух сторон над аркой изображены две крылатые женщины.

## Сцена охоты
На правой и левой стене большой арки изображены сцены охоты Хосрова Парвиза. Общий размер изображения составляет 3,8 х 5,7 метров. Со времен Кира Великого охота была любимым развлечением персидских правителей. Именно поэтому сцены охоты находятся рядом с изображением военного похода.
На одной стене изображена охота на кабанов, на другой в этом же стиле высечена охота правителя на оленя. Пять слонов преследуют бегущих кабанов. Шах стоит с луком и стрелой в руках, окруженный женщинами-музыкантами. На другой стене в лодке плывут две арфистки, а правитель уже убил двух крупных кабанов. В следующей лодке изображен шах с опущенным луком — охота закончилась.

## Малая арка
В малой арке высечены записи, идентифицирующие две фигуры как Шапура II (Шапура Великого) и его сына Шапура III. Они изображены друг напротив друга. Предполагается, что малая арка была создана во время правления Шапура III, некоторые исследователи уверенно называют точную дату — 385 год.
Высота каждой фигуры составляет примерно три метра. Шапур II находится справа, а Шапур III — слева. Они держат в руках длинные мечи, обращенные к земле. Обе фигуры выглядят примерно одинаково — свободные штаны, ожерелья и длинные бороды.

## Галерея

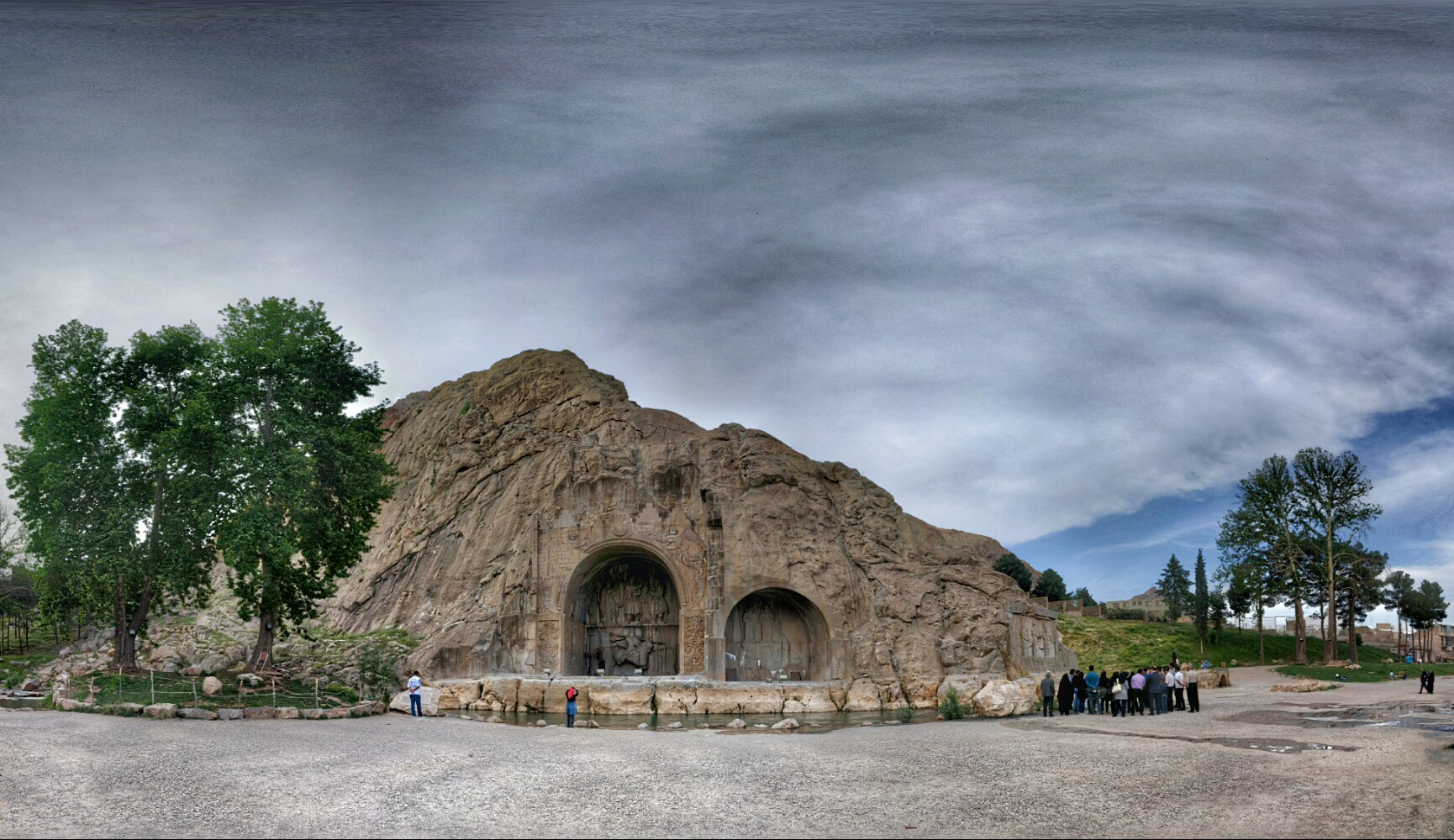
Так-е Бостан, знаменитый скальный рельеф Сасанидской Персии
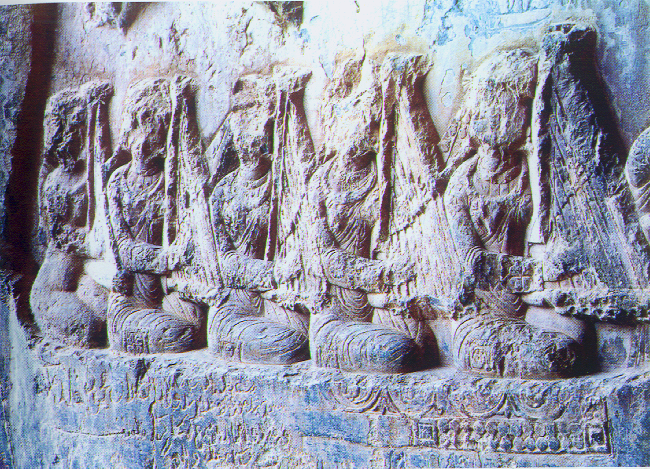
На резьбе Так-е Бостана изображены женщины, играющие на ченгах (персидские арфы), пока царь охотится.
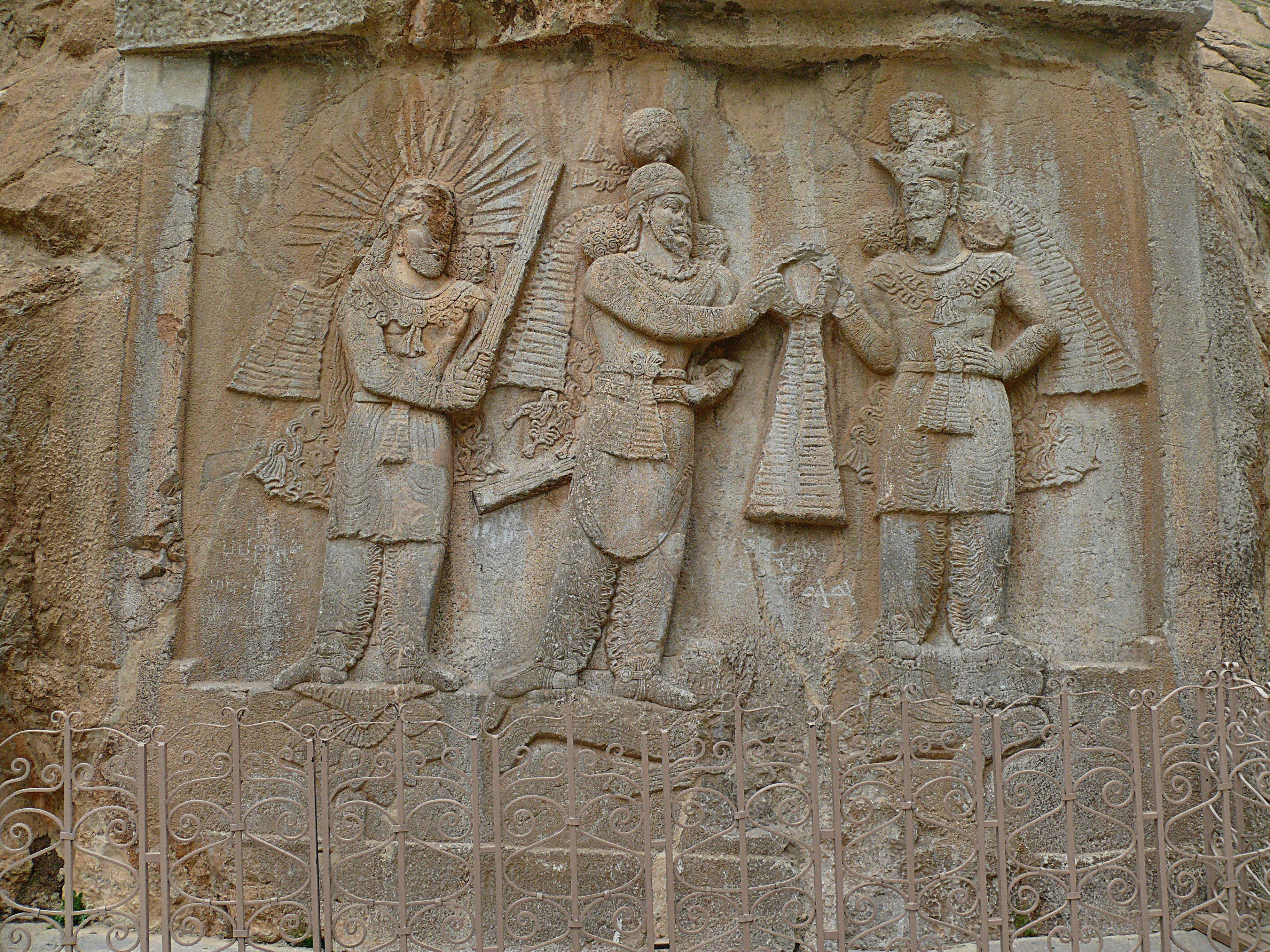
Коронация Арташира II. Арташир II появляется в середине, получая диадему от Шапура II справа, а Митра — слева. Падший враг, скорее всего, римский император Юлиан.
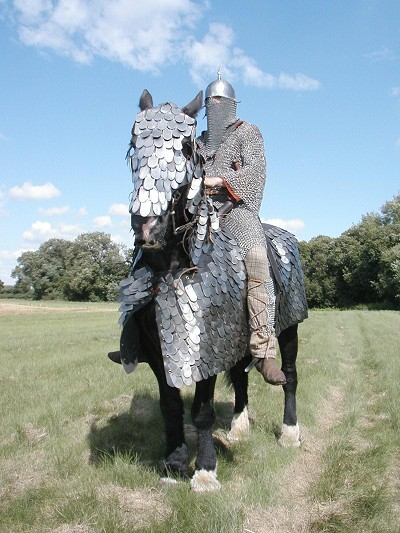
Средневековый сасанидский катафрактарий, Утер Оксфорд 2003 06 2(1)
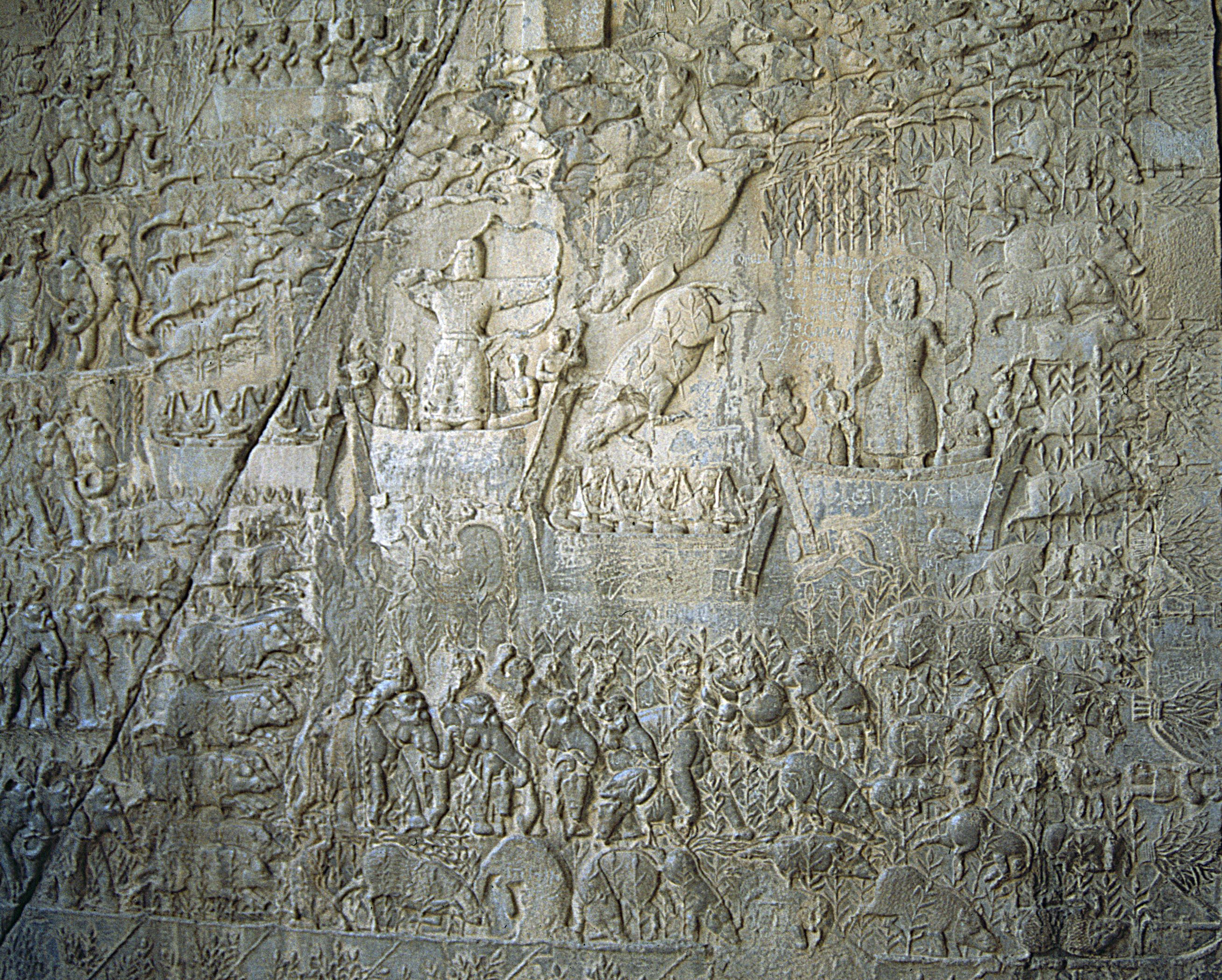
Сцена охоты на кабана
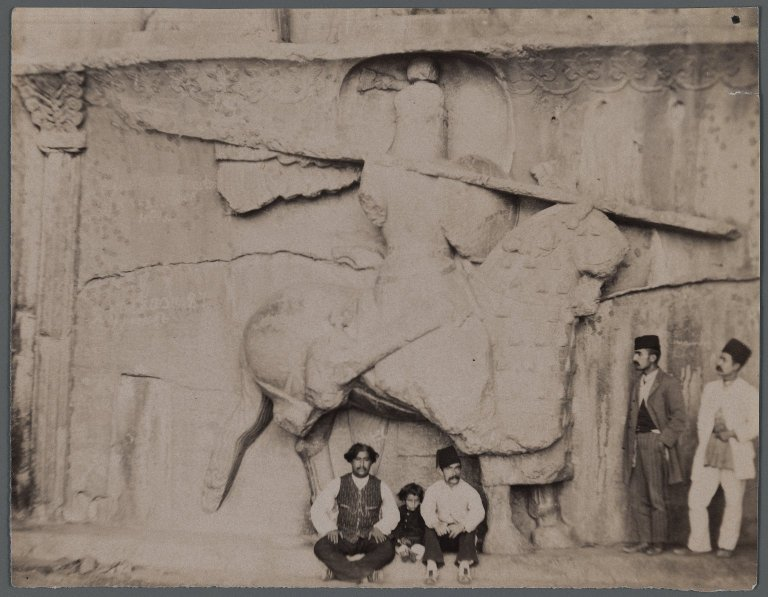
Старая фотография, сделанная в Так-е Бостане в конце каджарского периода
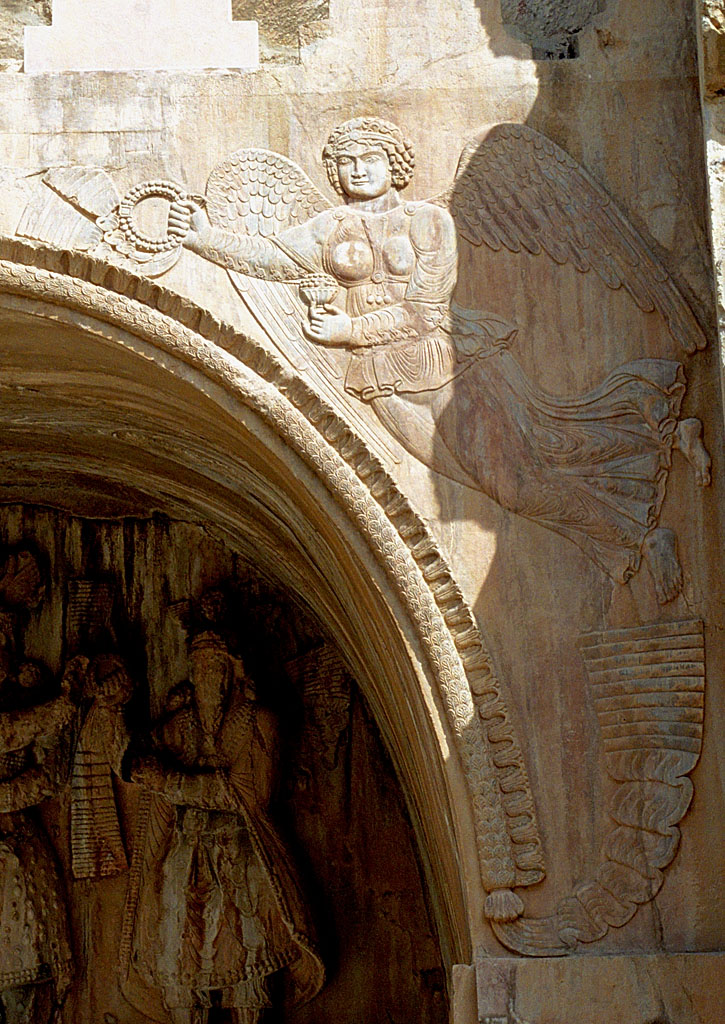
Деталь крылатой фигуры на входе в главный грот в Так-е Бостане
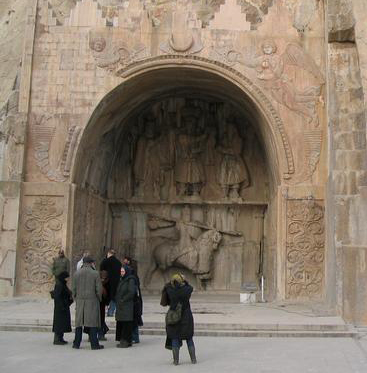
Сасанидские рельефы в Так-е Бостане
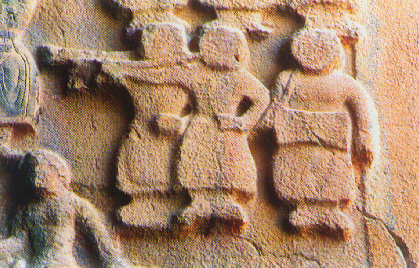
Женщины-музыканты сопровождают царя во время охоты
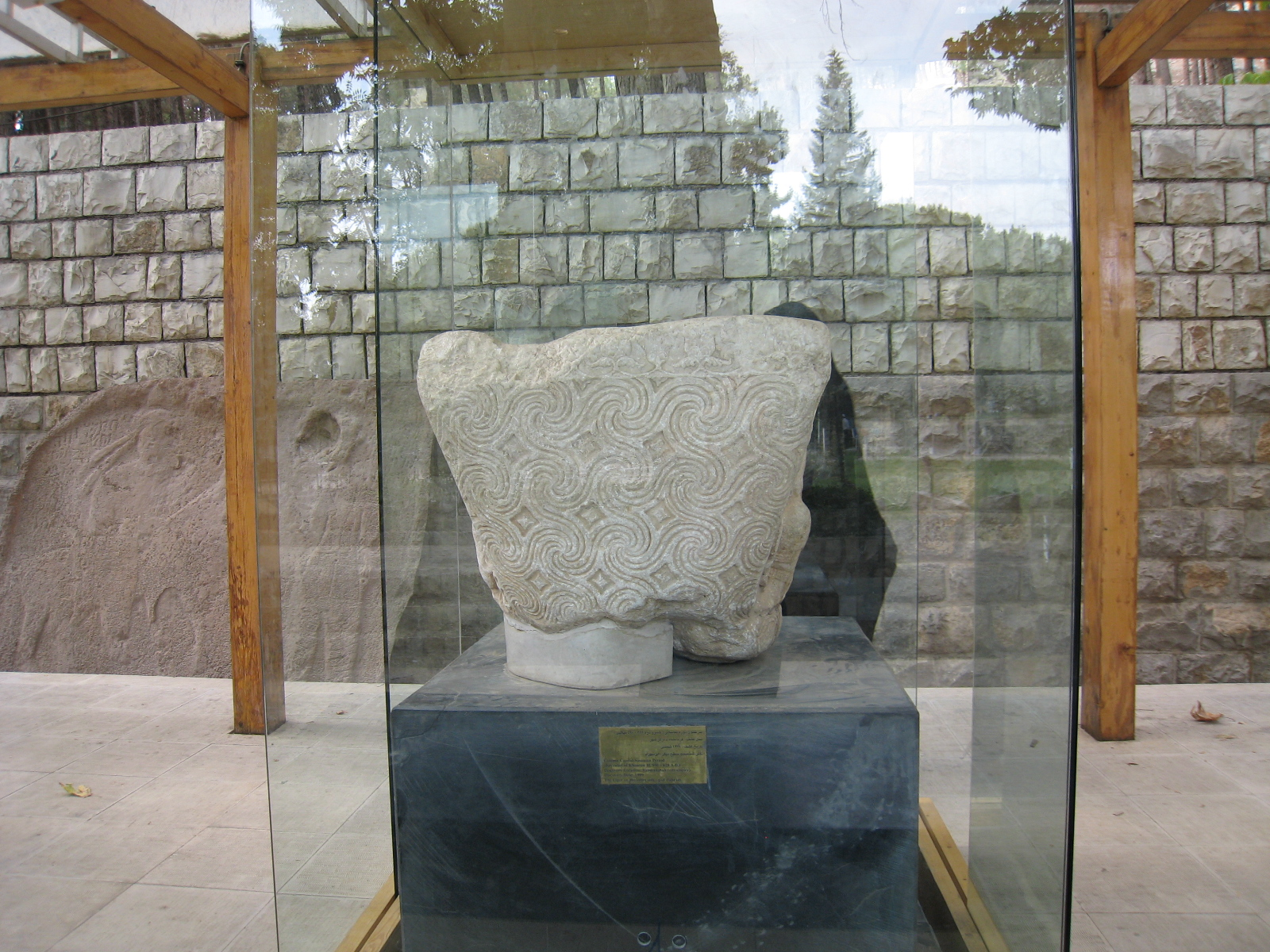
Капитель сасанидской колонны в комплексе Так-е Бостан с геометрическим дизайном
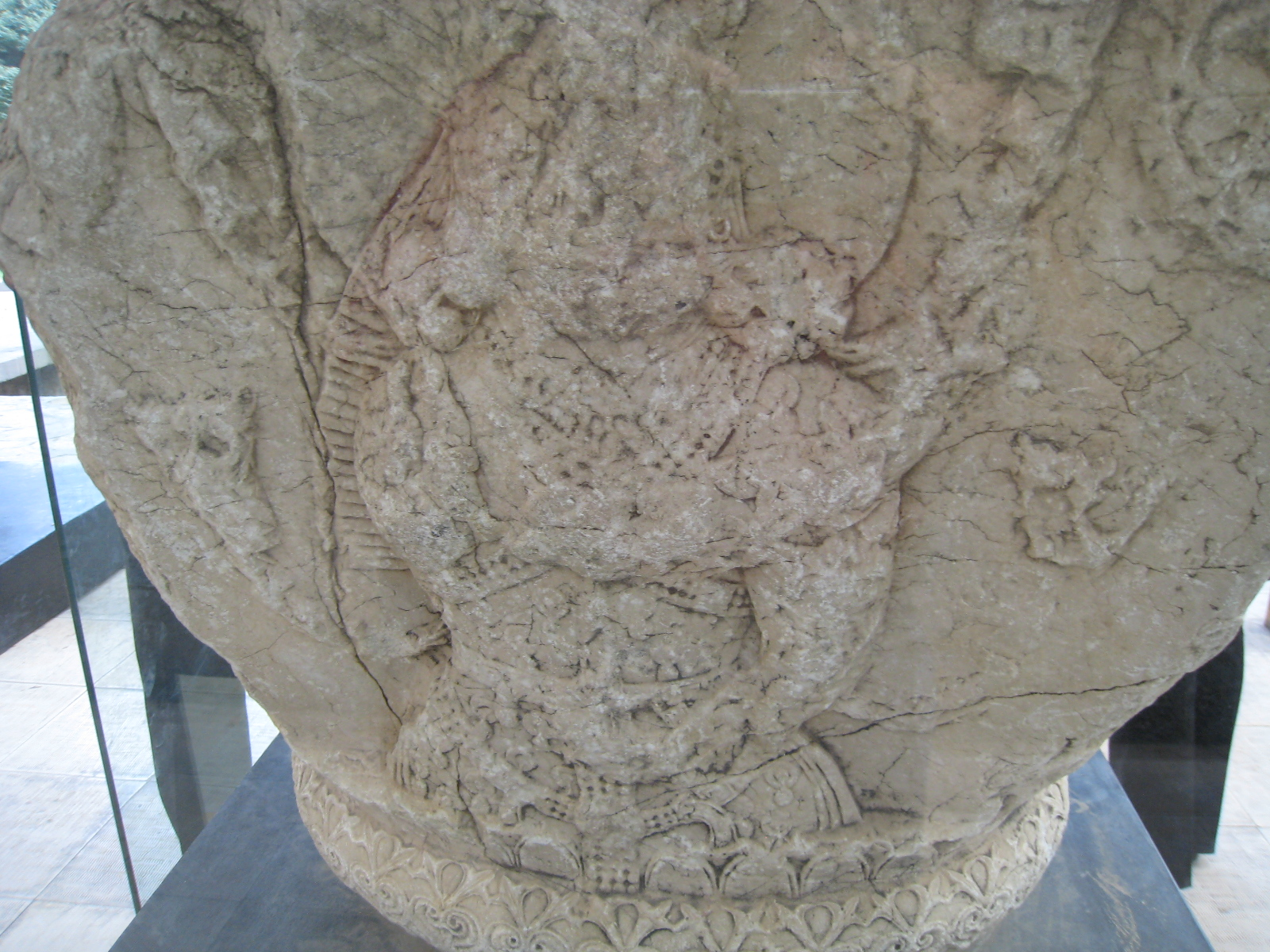
Головная часть колонны с фигурным украшением сасанидского царя
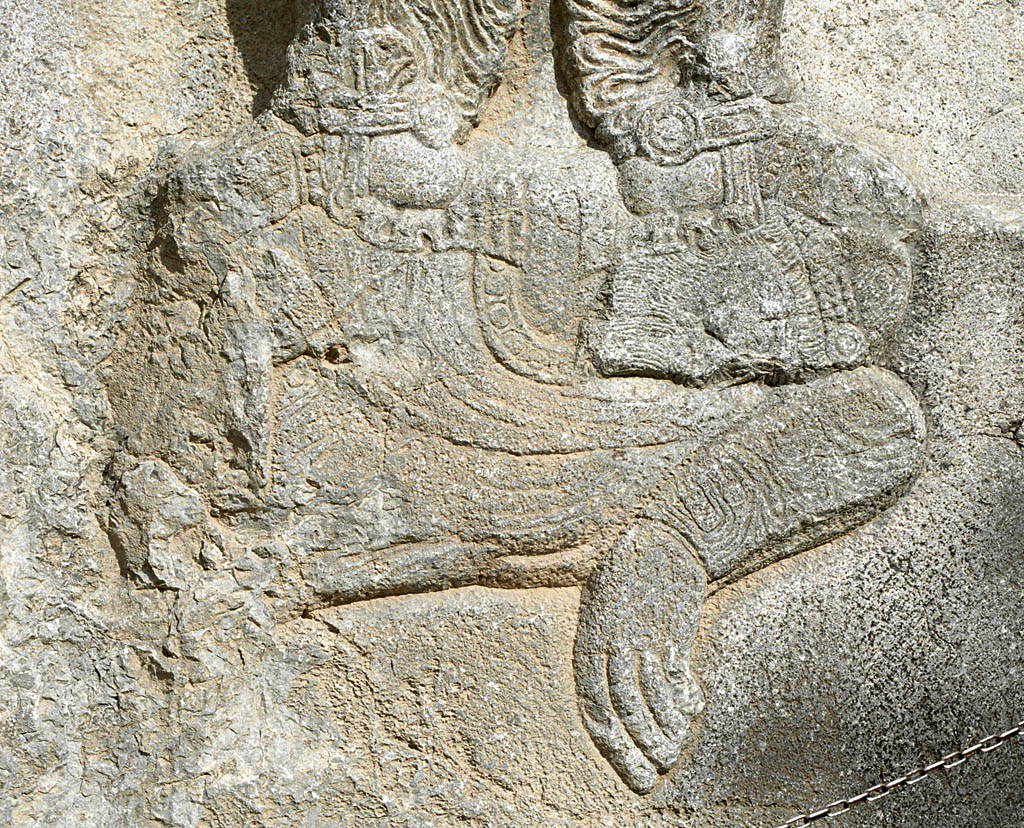
Детали из рельефа Сасанидов о коронации Арташира, показывающие побеждённого Юлиана.
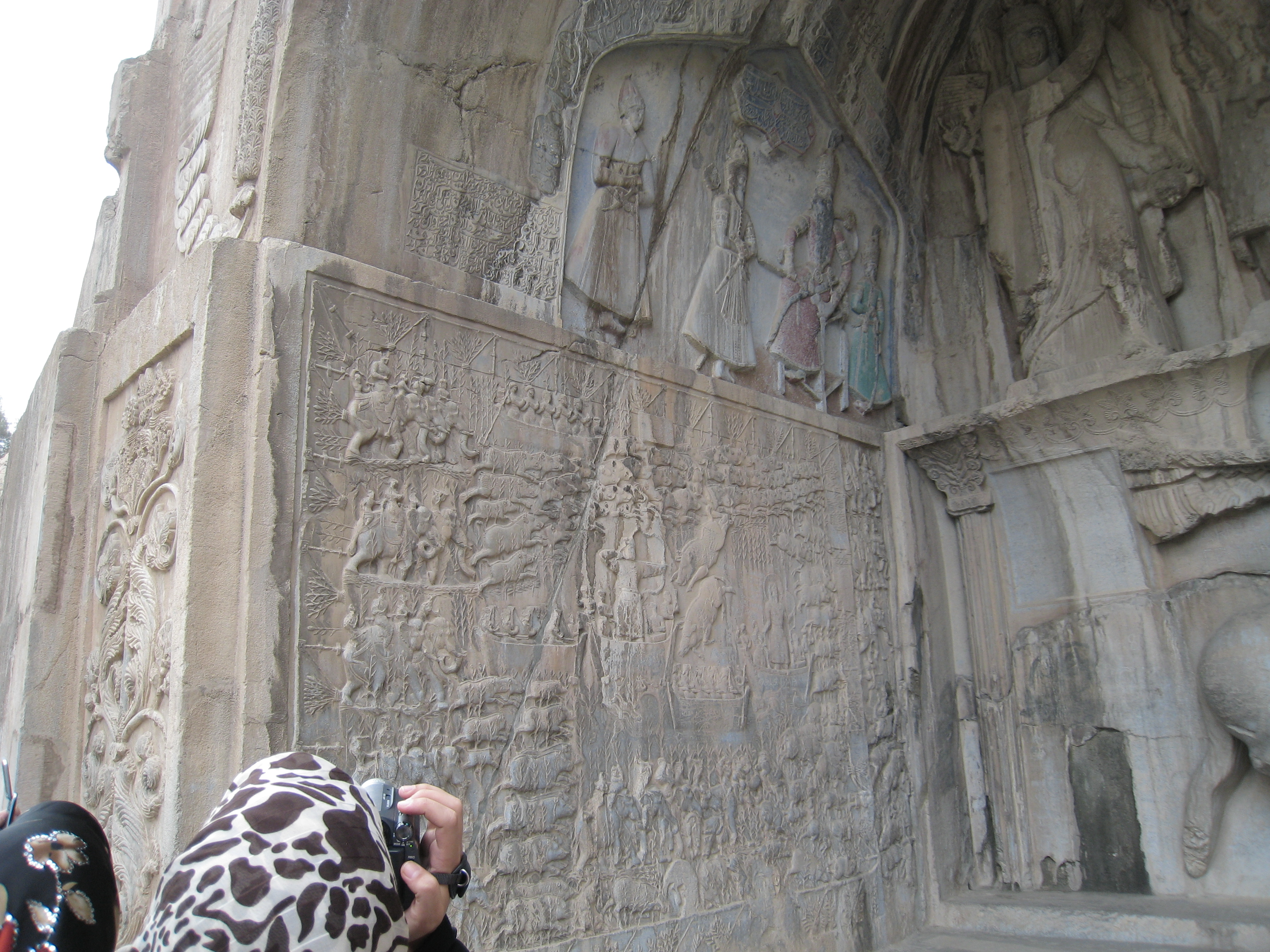
Рельеф Фетх Али-шаха, каджарского правителя, добавлен к древнему комплексу в XIX веке.
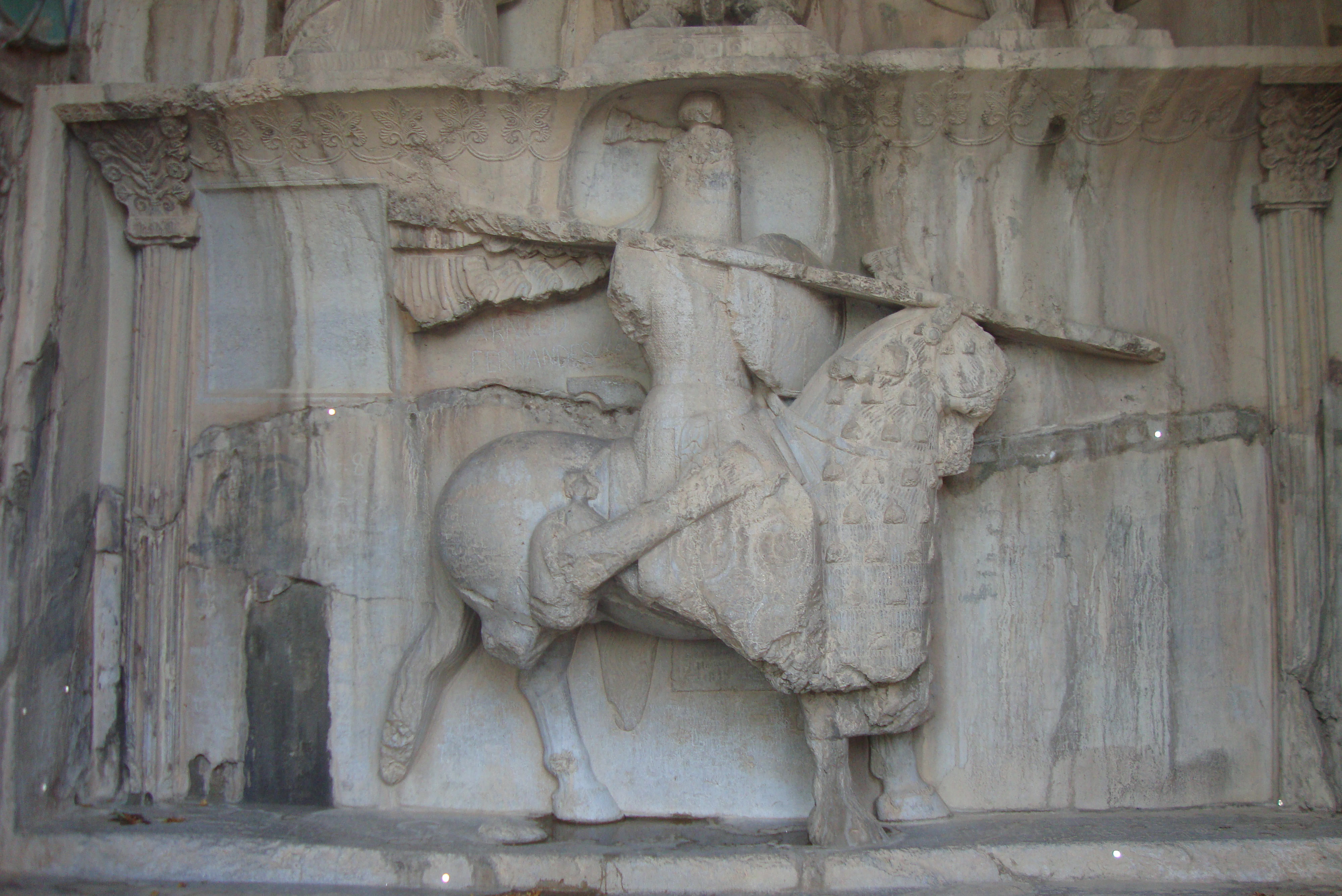
Хосров Парвиз на Шабдизе
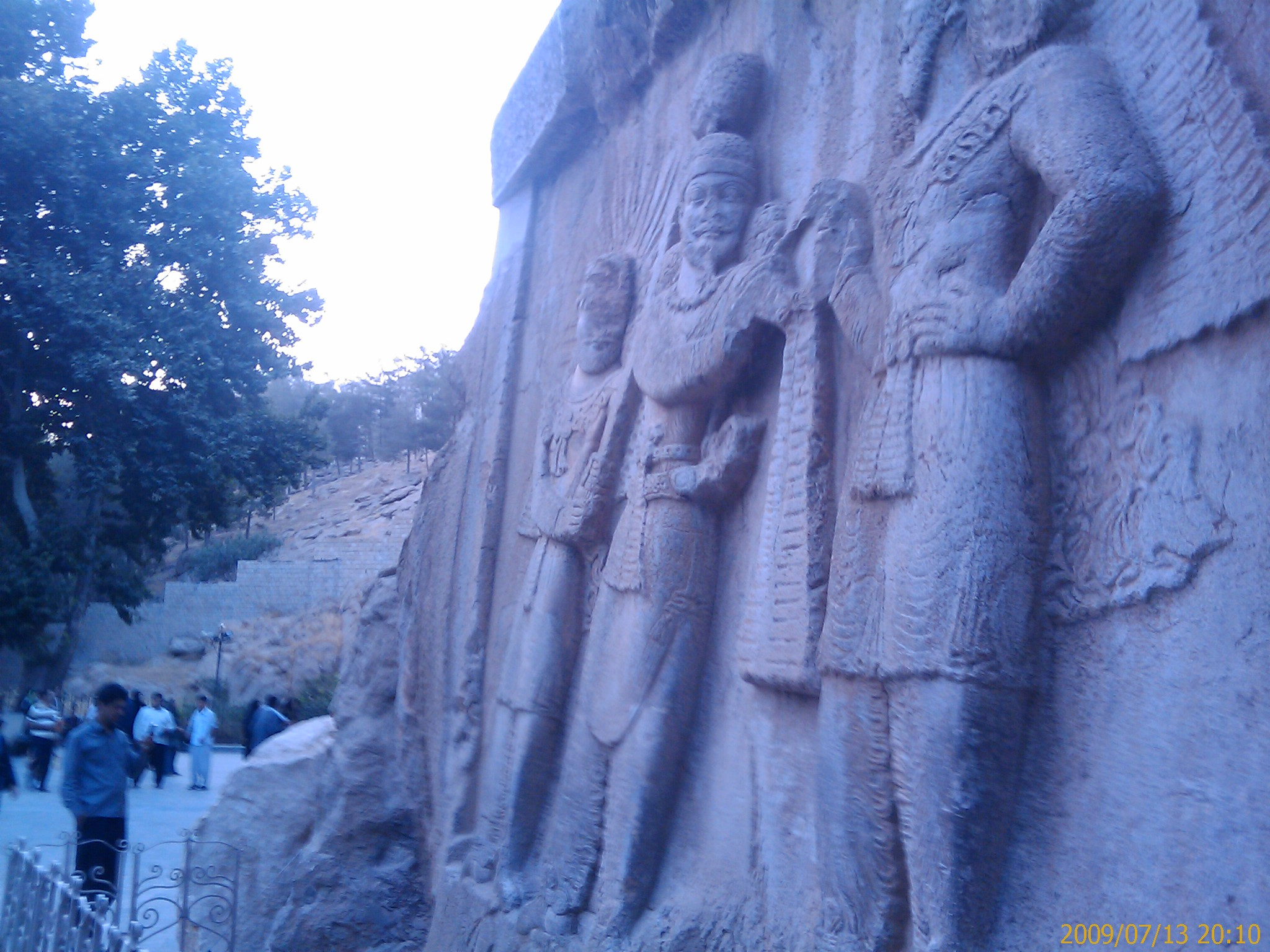
Статуя Арташира II